# Helodon kamui
Helodon kamui är en tvåvingeart som först beskrevs av Uemoto och Okazawa 1980.  Helodon kamui ingår i släktet Helodon och familjen knott. Inga underarter finns listade i Catalogue of Life.